# 複製タンパク質A

DNA合成の段階。RPAが示されている。

複製タンパク質A（ふくせいタンパクしつA、英: replication protein A、略称: RPA）は、真核生物細胞で一本鎖DNA（ssDNA）に結合する主要なタンパク質である。In vitroでは、RPAはRNAや二本鎖DNAよりもssDNAに対してはるかに高い親和性を示す。
DNA複製の間、RPAはssDNAが自身と結合して巻き戻ったり、二次構造を形成したりすることを防ぐ。RPAは、DNAポリメラーゼが複製を行えるよう、DNAがほどけた状態を維持する。また、RPAは相同組換えの初期段階でssDNAに結合する。この過程は、DNA修復や減数分裂の第一分裂前期で重要である。
RPAをコードする遺伝子の変異によって、DNA損傷試薬に対する過感受性が引き起こされる場合がある。
相同組換えの過程では、RPAはDNA複製時と同様に、ssDNAが自身と結合（自己相補性による結合）を防ぎ、その結果形成されるヌクレオタンパク質フィラメントはその後、Rad51とそのコファクターによって置き換えられる。
RPAはヌクレオチド除去修復の過程でもDNAに結合する。この結合は修復時に修復複合体を安定化する。

## 構造
RPAはヘテロ三量体であり、RPA1（70 kDa）、RPA2（32 kDa）、RPA3（14 kDa）の3つのサブユニットから構成される。これら3つのサブユニットには4つのOBフォールド（oligonucleotide/oligosaccharide binding）が存在し、RPAのssDNAへの結合を担っている。RPAはCST複合体との共通点を多く持つが、RPAの3つのサブユニットはより均質な1:1:1の量比で結合する。